# Martignana di Po
Martignana di Po é uma comuna italiana na região da Lombardia, província de Cremona, com cerca de 1.254 habitantes. Estende-se por uma área de 14 km², tendo uma densidade populacional de 90 hab/km². Faz fronteira com Casalmaggiore, Casteldidone, Colorno (PR), Gussola, San Giovanni in Croce, Sissa (PR).

## Demografia
| Variação demográfica do município entre 1861 e 2011                               |
|                                                                                   |
| Fonte: Istituto Nazionale di Statistica (ISTAT) - Elaboração gráfica da Wikipedia |